# Kamov Ka-50
De Kamov Ka-50 Tschjornaja Akula (Russisch: Ка-50 Чёрная акула; "zwarte haai") (NAVO-codenaam: Hokum) is een Russische aanvalshelikopter ontwikkeld door Kamov en gebouwd door Sazykin. De helikopter wordt op kleine schaal gebruikt door het Russische leger.

## Ontwikkeling
Tijdens de ontwikkeling was er buiten de Sovjet-Unie vrijwel niks bekend over de helikopter. Dit heeft tot gevolg dat het precieze verloop van de ontwikkeling niet helemaal duidelijk is. Bekend is wel dat de ontwikkeling werd gestart in 1978 na een opdracht van het ministerie van defensie in 1977 om een opvolger te ontwikkelen voor de Mil Mi-24 Hind. Gedurende dit ontwikkeltraject was de helikopter bekend onder de naam V-80. De ontwikkeling vond plaats in de vorm van een competitie tussen de V-80 en de andere deelnemer, de Mil Mi-28.

## Kenmerken
Het meest kenmerkende aan de Ka-50 (en de meeste andere helikopters van Kamov) zijn de contraroterende hoofdrotors. Dit systeem heeft als voordeel tegenover een systeem met staartrotor dat de snelheid in alle vliegrichtingen maximaal is. Ook is de stijgsnelheid van de helikopter hoger en is deze wendbaarder.
Ook is de Ka-50 de eerste operationele gevechtshelikopter met slechts één bemanningslid. Normaal heeft een gevechtshelikopter twee bemanningsleden omdat de werklast anders te hoog geacht wordt. Verder is de Ka-50 ook de eerste helikopter die uitgerust is met een schietstoel. Bij het gebruik hiervan worden eerst de rotorbladen en bovenkant van de cockpit met een explosieve lading van de helikopter afgeschoten waarna de schietstoel in werking treedt.

## Varianten en exports
Behalve de originele variant zijn er nog twee andere varianten van de Ka-50. De eerste is een tweezitsvariant ontwikkeld voor het Russische leger genaamd Ka-52. Deze versie wordt gebruikt voor trainingsdoeleinden en missies waarbij twee personen nodig zijn. Verder is nog de Ka-50-2 Erdogan ontwikkeld voor Turkije. Deze variant die mede ontwikkeld is door Israël nam deel aan een bieding om Turkije te voorzien van nieuwe helikopters. De bieding werd uiteindelijk gewonnen door de AH-1Z King Cobra, de exportversie voor Turkije; de overeenkomst werd echter in 2001 geannuleerd.
Er bestaan ook geruchten dat Iran eind jaren 1990 geïnteresseerd was in de Ka-50, Mi-24 of de Mi-28.